# روبرتو پاگنین
روبرتو پاگنین (ایتالیایی: Roberto Pagnin؛ زادهٔ ۸ ژوئیهٔ ۱۹۶۲) دوچرخه‌سوار اهل ایتالیا است.